# Overberg (district)
Overberg (officieel Overberg District Municipality) is een district in Zuid-Afrika.
Overberg ligt in de provincie West-Kaap en telt 258.176 inwoners.

## Gemeenten in het district

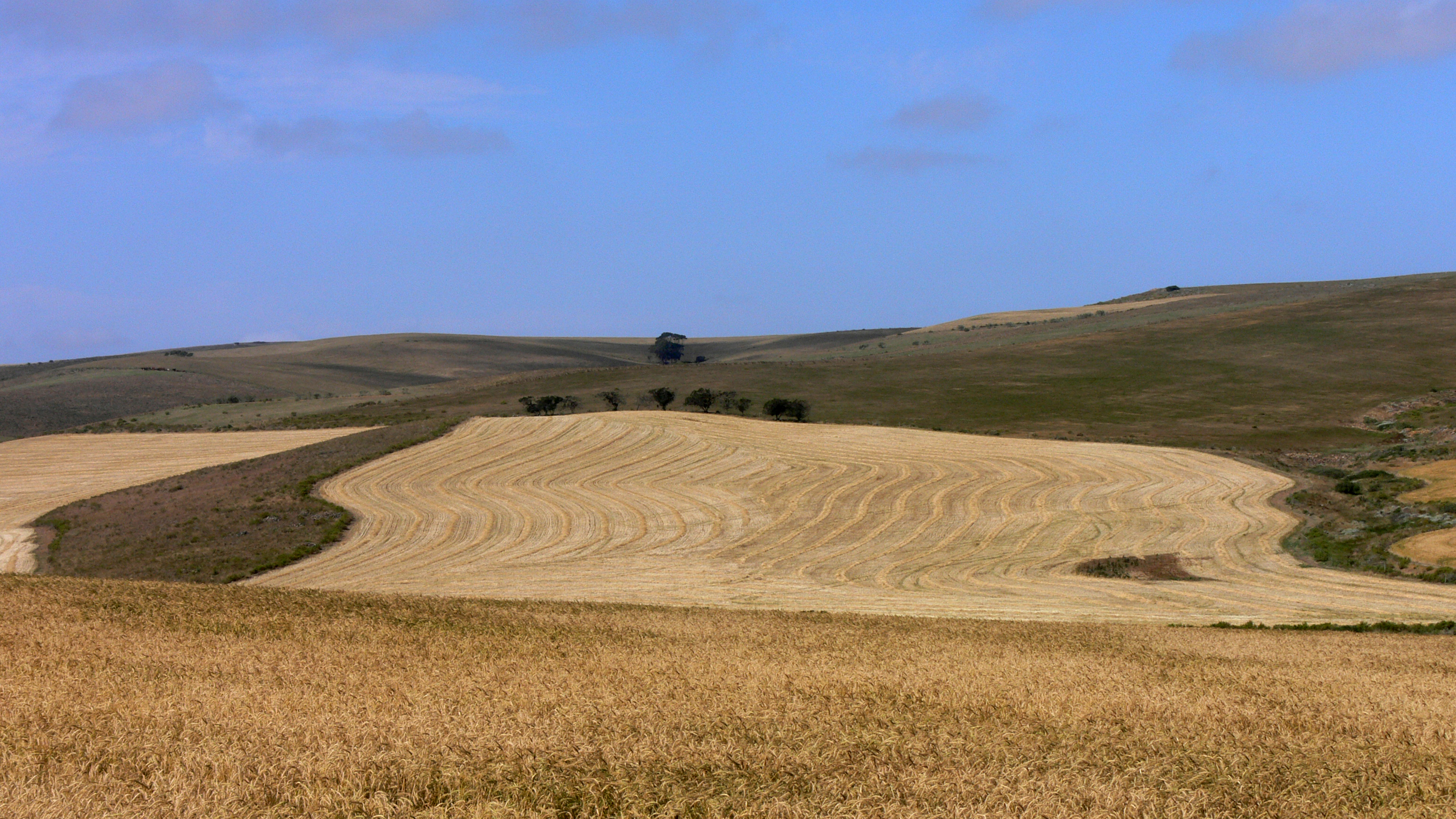
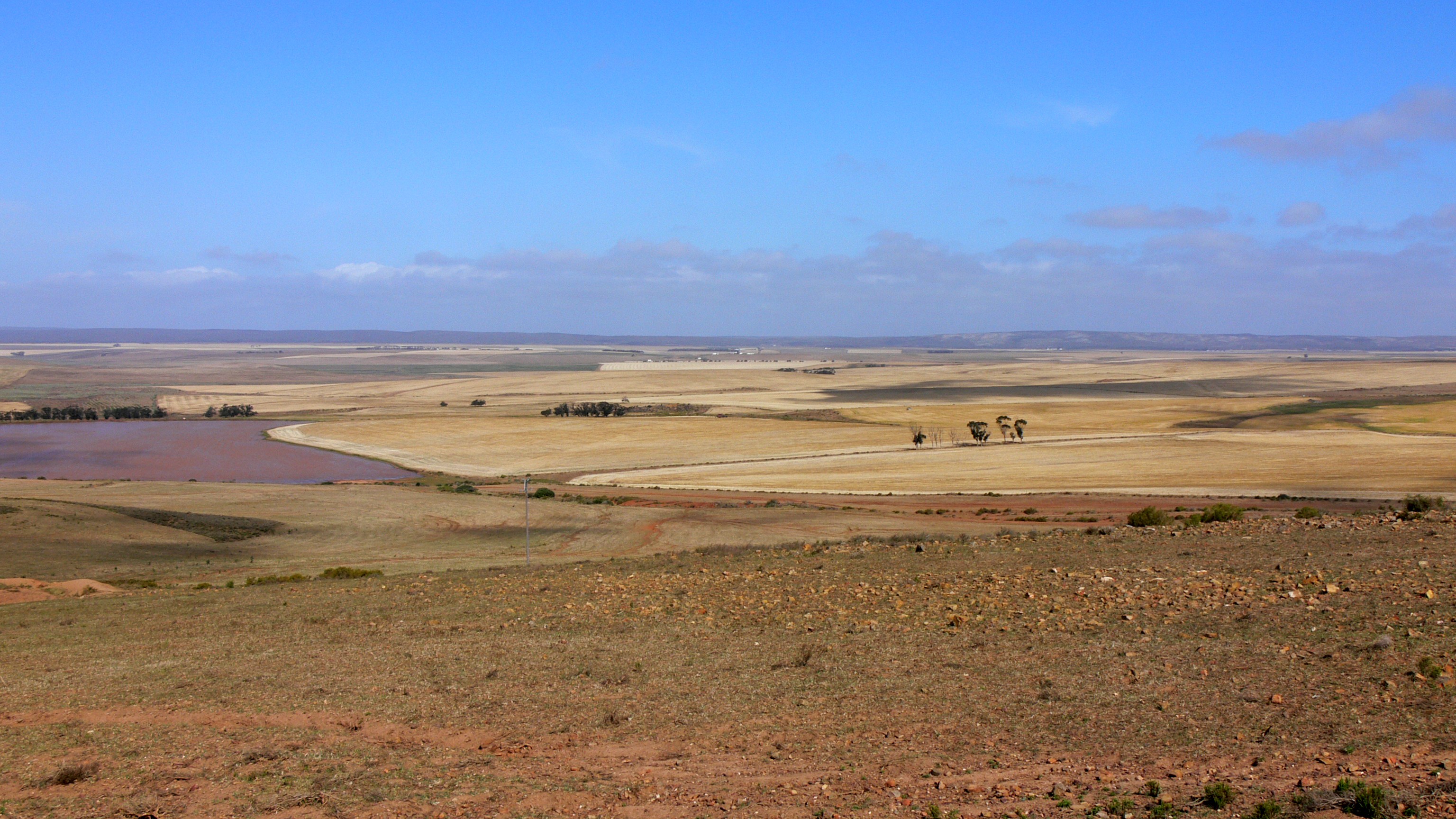
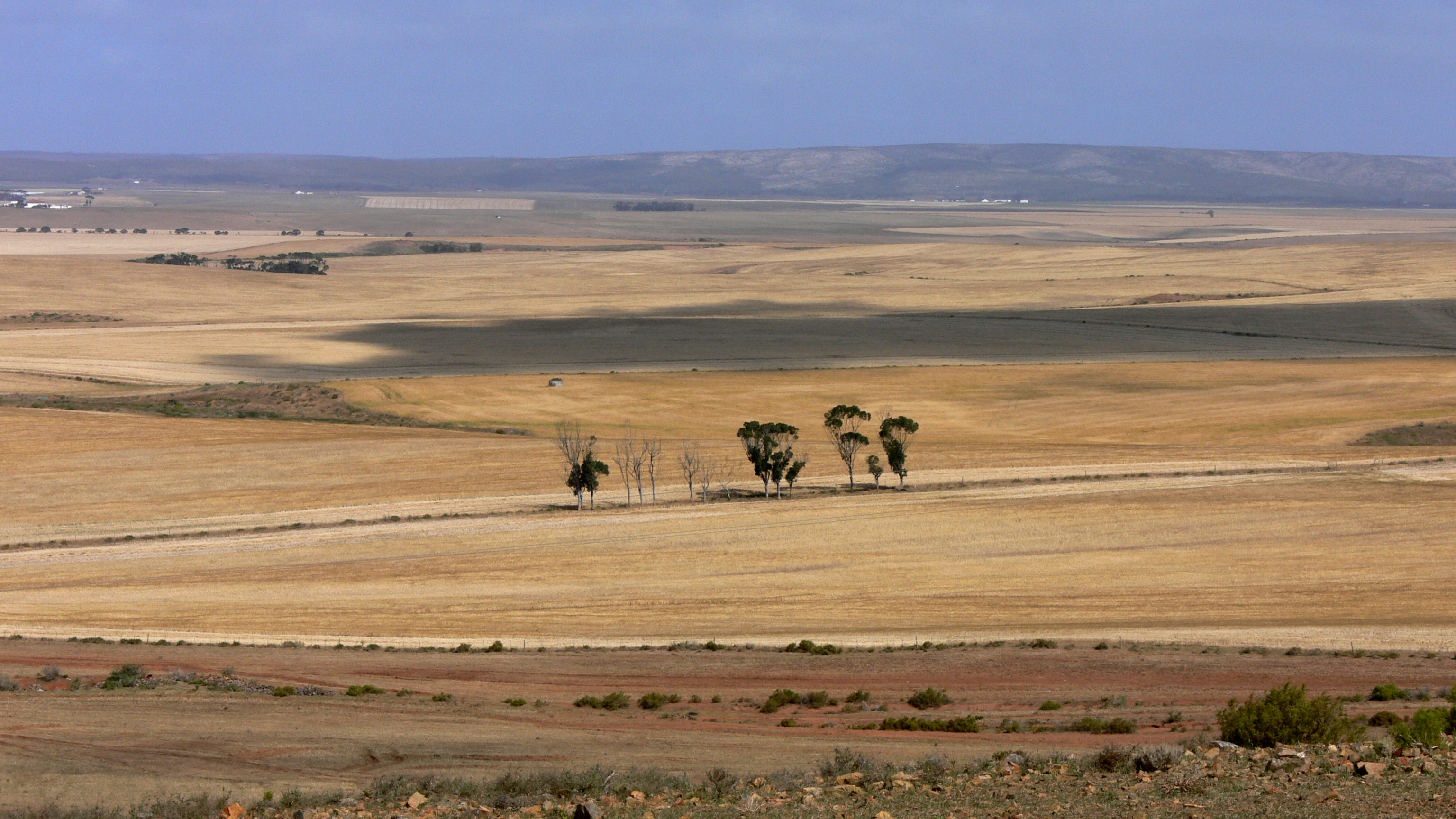
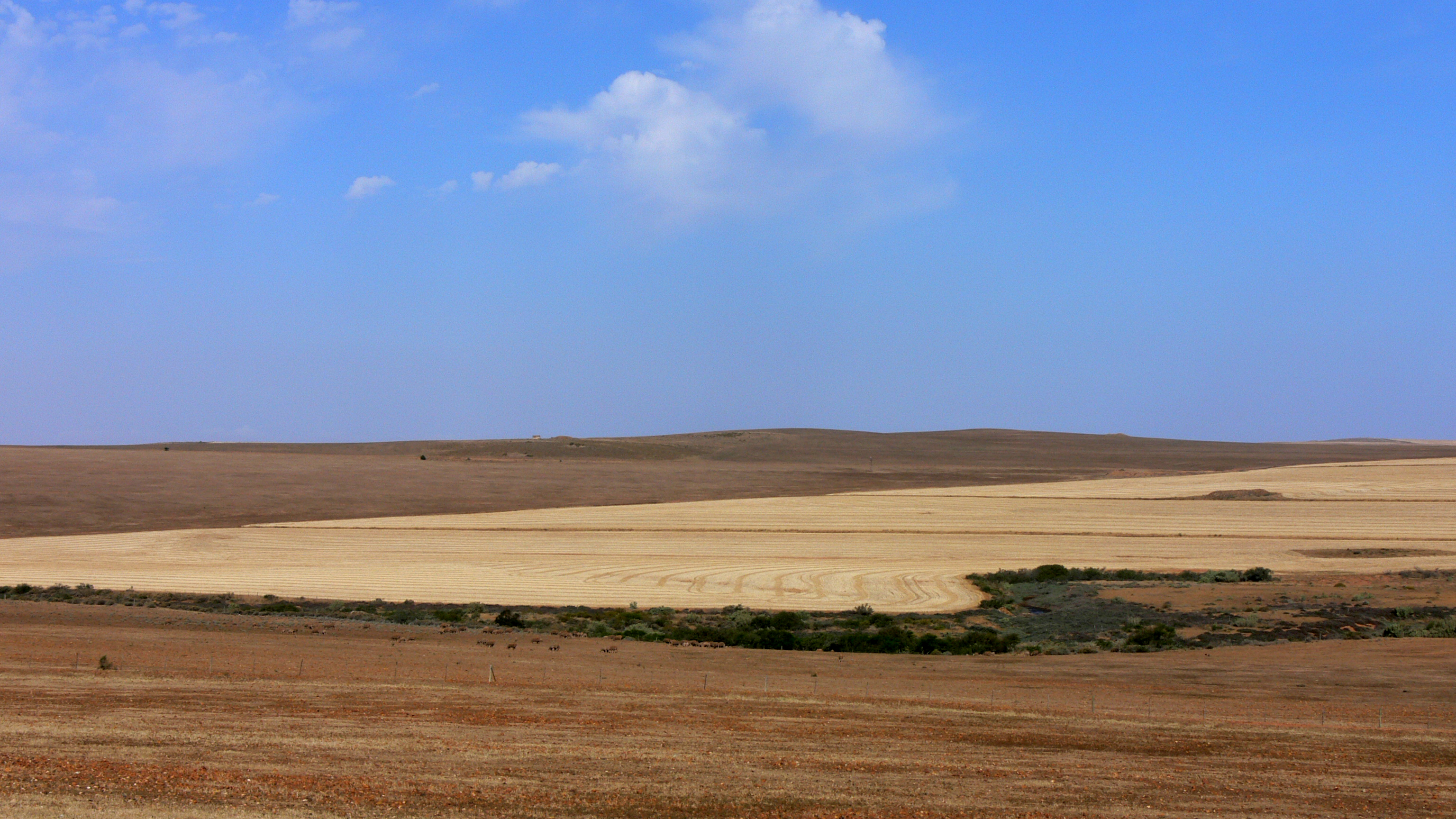

## Gemeenten in het district[4]
- Kaap Agulhas
- Overstrand
- Swellendam
- Theewaterskloof